# K.u.k. Dragonerregiment „Erzherzog Joseph“ Nr. 15

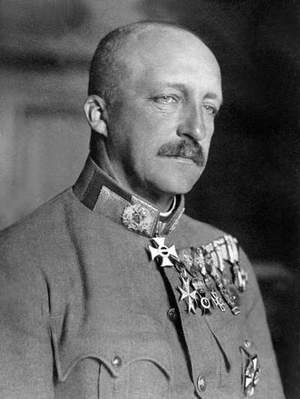
Der Namensgeber des Regiments
Erzherzog Joseph August

Niederösterreich-Mährisches-Dragonerregiment „Erzherzog Joseph“ Nr. 15 war der Name eines Kavallerieverbandes der Gemeinsamen Armee innerhalb der Österreichisch-Ungarischen Landstreitkräfte. Es führte von 1891 bis 1904 den Namen „Freiherr von Bechtoldsheim“ Im Jahre 1915 wurden alle Ehrennamen und Namenszusätze ersatzlos gestrichen, das Regiment hieß von da an nur noch k.u.k. Dragonerregiment Nr. 15.

## Status und Verbandszugehörigkeit 1914
3. Armee (Rudolf Nikolaus Ritter von Brudermann)
XI. Armee-Korps (Desiderius Kolossvary de Kolosvar)
4. Kavallerie-Truppendivision (Generalmajor Edmund Ritter v. Zaremba)
21. Kavalleriebrigade (Oberst Otto Aloys Graf Huyn)
Kommandant: Oberstleutnant Alfred Brosch Edler v Fohraheim
Nationalitäten: 85 % Tschechen – 15 % Verschiedene
Regimentssprache: Tschechisch

## Errichtung
Mit dem 1. Januar 1891 wurde, gemäß Allerhöchster Entschließung vom 7. August 1890, mit der Aufstellung des Regiments in Wels in Oberösterreich begonnen. Als Stamm mussten dazu die übrigen Dragoner- und Ulanen-Regimenter durch Abgabe von Offizieren und Mannschaften Personal bereitstellen.

## Ergänzungsbezirk
- Bereich des II. Korps (Militär-Territorial-Bezirk Wien)

### Friedensgarnisonen
- 1891 Wels
- 1892 Enns
- 1897 Brünn
- 1914 Stab Zolkiew – 6.Esk. Lemberg

## Regimentsinhaber
- 1881–1904 Feldmarschalleutnant Anton Freiherr von Bechtolsheim
- 1905–1915 Erzherzog Joseph

## Feldzüge
Erster Weltkrieg
Im Ersten Weltkrieg sahen sich die Dragoner den unterschiedlichen Verwendungen ausgesetzt. Sie kämpften zunächst im Regimentsverband kavalleristisch, wurden aber auch auf allen Kriegsschauplätzen infanteristisch verwendet. Am 21. August 1914 kämpfte das Regiment in der Reiterschlacht bei Jaroslawice (in Galizien, heutige Ukraine) und im September in der Schlacht von Rawa Ruska. Die Reiterschlacht bei Jaroslawice wurde als letzte Reiterschlacht der Militärgeschichte bezeichnet.
Nach der Proklamation der Tschechoslowakei als eigenständiger Staat im Oktober 1918 wurden die tschechischstämmigen Soldaten von der Interimsregierung aufgerufen, die Kampfhandlungen einzustellen und nach Hause zurückzukehren. In der Regel wurde dieser Aufforderung von der tschechischen Mannschaft des Regiments Folge geleistet. Somit war der Verband seinem bisherigen Oberkommando, dem k.u.k. Kriegsministerium entzogen und konnte von diesem nicht demobilisiert und allenfalls theoretisch aufgelöst werden. Ob eine solche Auflösung stattgefunden hat, ist nicht bekannt.

## Uniformierung des Regiments
- Lichtblauer Waffenrock, weiße Egalisierung, krapprote Stiefelhosen, gelbe Knöpfe

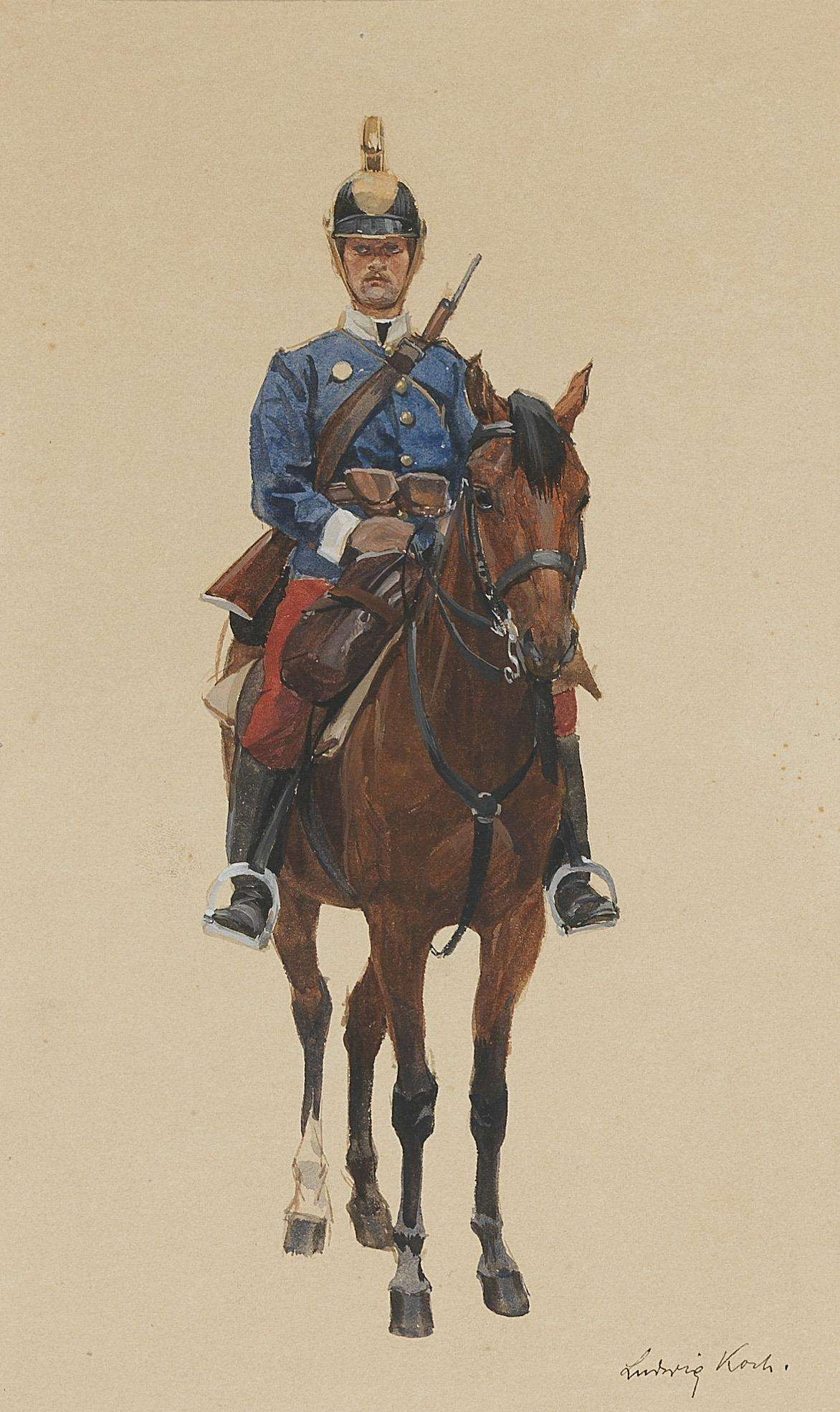
k u k Dragoner Regiment Nr 15_Dragoner zu Pferd

Aufgrund der weißen Ärmelaufschläge (Egalisierung) wurden die Dragoner des Regiments auch die „Weißen Dragoner“ genannt.

## Gliederung
Ein Regiment bestand in der Österreichisch-Ungarischen Kavallerie zum Zeitpunkt der Errichtung dieses Regiments aus zwei Divisionen. (Mit Division wurde hier ein Verband in Bataillonsstärke bezeichnet. Die richtige Division wurde Infanterie- oder Kavallerie-Truppendivision genannt.) Jede Division hatte drei Eskadronen. Die Anzahl der Reiter lag normalerweise bei etwa 130 bis 180 Reitern je Eskadron. Jede Eskratron gliederte sich wiederum in 4 Züge mit je 35 bis 45 Mann. Das gesamte Dragonerregiment bestand daher aus rund 1.000 Mann inklusive Führung.
Die einzelnen Divisionen wurden nach ihren formalen Führern benannt:
- die 1. Division war die Oberst-Division
- die 2. Division war die Oberstlieutenant (Oberstleutnant)-Division